# Alconeura longitudina
Alconeura longitudina är en insektsart som först beskrevs av Ruppel och Delong 1952.  Alconeura longitudina ingår i släktet Alconeura och familjen dvärgstritar. Inga underarter finns listade i Catalogue of Life.